# Dendrologi
Dendrologi (av grekiska dendron δένδρον = "träd" och logos λόγος = "lära"/"ord") är den vetenskap som studerar de vedartade växterna, träd och buskar. 
Dendrologi är vetenskapen som att studerar träd och andra vedartade växter, inklusive buskar och lianer. Detta forskningsområde täcker allt från trädsystematik och identifiering till dessa växters ekologiska roller och utbredning. Dendrologi är en del av botaniken. Det finns ingen skarp gräns mellan växttaxonomi och dendrologi.
Dendrologi är viktigt inte bara för vetenskaplig kunskap utan också för praktiska tillämpningar som skogsförvaltning, landskapsarkitektur, bevarande av biodiversitet och utveckling av strategier för att motverka effekterna av klimatförändringar. Den bidrar till vår förståelsen av hur träd växer, reproducerar sig och överlever under olika miljömässiga förhållanden, och är central för att upprätthålla livskraftiga skogar och andra ekosystem.

Bladform är ett vanligt sätt att identifiera träd.

## Nyckelaspekter
Artbestämning: Att lära sig identifiera olika trädarter genom att studera deras blad, bark, grenar, frukter och övergripande form.
Ekologi: Förståelse för trädens roll i ekosystemen, hur de interagerar med andra växter och djur, samt deras påverkan på miljön.
Fysiologi: Studier av trädens livsprocesser, inklusive fotosyntes, vattenupptag, och tillväxt.
Bevarande: Forskning om hur man skyddar och bevarar trädarter och deras naturliga habitat.